# Copa Kirin 2016
La Copa Kirin 2016 (en japonés: キリンカップサッカー 2016) fue la treintaidosava edición de la Copa Kirin, un torneo amistoso organizado por Japón, la cual se disputó entre el 3 de junio y el 7 de junio de 2016.
Esta edición tuvo como sedes a Suita y Toyota. Además contó con la participación de Bosnia y Herzegovina, Bulgaria, Dinamarca y Japón.

## Sedes
| Japón                   | Japón             |
| Suita Toyota            | Suita Toyota      |
| Suita                   | Toyota            |
| ----------------------- | ----------------- |
| Estadio Panasonic Suita | Estadio Toyota    |
| Capacidad: 39 694       | Capacidad: 43 739 |
|                         |                   |

## Participantes
Esta edición contó con cuatro equipos participantes:
| Equipos participantes | Equipos participantes | Equipos participantes | Equipos participantes |
| --------------------- | --------------------- | --------------------- | --------------------- |
| Bosnia y Herzegovina  | Bulgaria              | Dinamarca             | Japón                 |

## Desarrollo
- Los horarios de los partidos corresponden al horario de Japón (JST; UTC+9)

|  | Semifinales               | Semifinales |                              |   | Final | Final |
|  |                           |             |                              |   |       |       |
|  | 3 de junio - Toyota       |             |                              |   |       |       |
|  |                           |             |                              |   |       |       |
|  | Bosnia y Herzegovina (p.) | 2 (4)       |                              |   |       |       |
|  | Bosnia y Herzegovina (p.) | 2 (4)       | 7 de junio - Suita           |   |       |       |
|  | Dinamarca                 | 2 (3)       |                              |   |       |       |
|  | Dinamarca                 | 2 (3)       | Bosnia y Herzegovina         | 2 |       |       |
|  | 3 de junio - Toyota       |             | Bosnia y Herzegovina         | 2 |       |       |
|  |                           | Japón       | 1                            |   |       |       |
|  | Japón                     | Japón       | 1                            | 7 |       |       |
|  | Japón                     |             |                              | 7 |       |       |
|  | Bulgaria                  | 2           |                              |   |       |       |
|  | Bulgaria                  | 2           | Partido por el tercer puesto |   |       |       |
|  |                           |             |                              |   |       |       |
|  | 7 de junio - Suita        |             |                              |   |       |       |
|  |                           |             |                              |   |       |       |
|  | Dinamarca                 | 4           |                              |   |       |       |
|  | Dinamarca                 | 4           |                              |   |       |       |
|  | Bulgaria                  | 0           |                              |   |       |       |

### Semifinales
| 3 de junio de 2016, 16:00 | Bosnia y Herzegovina                                  | 2:2 (Bosnia y Herzegovina 4:3 Dinamarca p.) | Dinamarca                                                  | Estadio Toyota, Toyota                                            |                                                                   |
|                           | Đurić 52' 83' ·                                       | Reporte                                     | 22' Kjær · 41' Fischer ·                                   | Asistencia: 14 001 espectadores Árbitro(s): Benjamin Jon Williams | Asistencia: 14 001 espectadores Árbitro(s): Benjamin Jon Williams |
|                           |                                                       | Tiros desde el punto penal                  |                                                            |                                                                   |                                                                   |
|                           | Vrančić · Krunić · Hodžić · Stevanović · Medunjanin · |                                             | Rasmussen · Vestergaard · Christensen · Schöne · Eriksen · |                                                                   |                                                                   |

| 3 de junio de 2016, 19:40 | Japón                                                                         | 7:2     | Bulgaria                        | Estadio Toyota, Toyota                                         |                                                                |
|                           | Okazaki 3' · Kagawa 26' 35' · Yoshida 38' 53' · Usami 57' · Asano 87' (pen) · | Reporte | 59' Aleksandrov · 82' Chochev · | Asistencia: 41 940 espectadores Árbitro(s): Bartosz Frankowski | Asistencia: 41 940 espectadores Árbitro(s): Bartosz Frankowski |

### Partido por el 3.° puesto
| 7 de junio de 2016, 16:00 | Dinamarca                             | 4:0     | Bulgaria | Estadio Panasonic Suita, Suita                         |                                                        |
|                           | Rasmussen 39' · Eriksen 72' 74' 82' · | Reporte |          | Asistencia: 14 226 espectadores Árbitro(s): Ryūji Satō | Asistencia: 14 226 espectadores Árbitro(s): Ryūji Satō |

### Final
| 7 de junio de 2016, 19:30 | Japón        | 1:2     | Bosnia y Herzegovina | Estadio Panasonic Suita, Suita                             |                                                            |
|                           | Kiyotake 28' | Reporte | 29' 66' Đurić        | Asistencia: 35 589 espectadores Árbitro(s): Jarred Gillett | Asistencia: 35 589 espectadores Árbitro(s): Jarred Gillett |

|                                          |
| Bandera de Bosnia y Herzegovina          |
| Campeón Bosnia y Herzegovina 1.er título |